# Gustavo Ballas
Gustavo Ballas est un boxeur argentin né le 10 février 1958 à Villa María.

## Carrière
Passé professionnel en 1976, il devient le premier champion du monde des poids super-mouches WBA le 12 septembre 1981 en battant par arrêt de l'arbitre au 8e round le sud-coréen Sok-Chul Bae. Ballas perd ce titre dès le combat suivant face à Rafael Pedroza le 5 décembre 1981. Il s'incline également l'année suivante face à Jiro Watanabe, devenu entre-temps champion WBA de la catégorie. Il remporte par la suite la ceinture argentine des poids super-mouches à 3 reprises en 1983, 1986 et 1988 puis met un terme à sa carrière de boxeur en 1990 sur un bilan de 105 victoires, 9 défaites et 6 matchs nuls.

## Référence
1. ↑  (en) Gustavo Ballas vs. Sok-Chul Bae (boxrec.com)